# Mýlingur
Mýlingur är ett berg i Färöarna (Kungariket Danmark).   Det ligger i sýslan Streymoyar sýsla, i den norra delen av landet, 40 km nordväst om huvudstaden Tórshavn. Toppen på Mýlingur är 58 meter över havet. Mýlingur ligger på ön Streymoy.
Terrängen runt Mýlingur är kuperad. Havet är nära Mýlingur åt nordväst. Runt Mýlingur är det ganska tätbefolkat, med 58 invånare per kvadratkilometer. Närmaste större samhälle är Vestmanna, 16,3 km söder om Mýlingur. Trakten runt Mýlingur består i huvudsak av gräsmarker.